# Colobothea bisignata
Colobothea bisignata là một loài bọ cánh cứng trong họ Cerambycidae.